# カルスト号

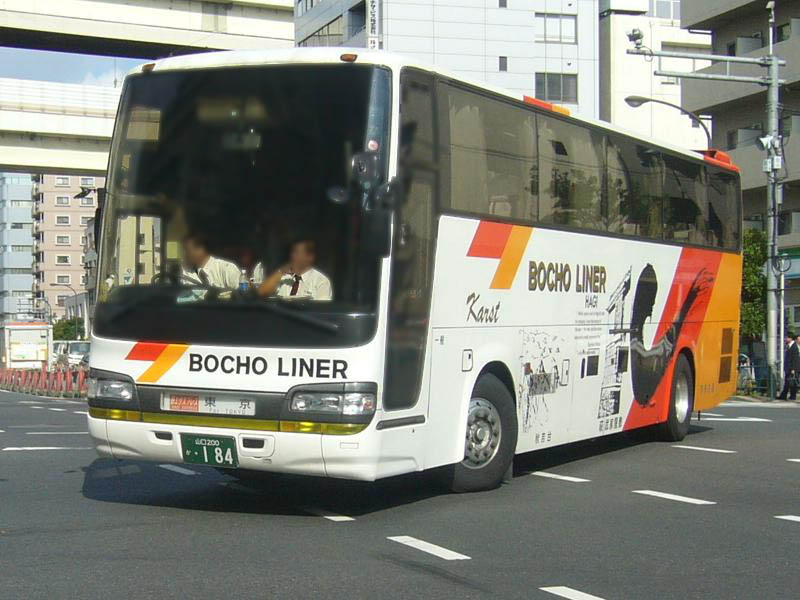
「カルスト号」（防長交通）（写真は「萩エクスプレス」にて）

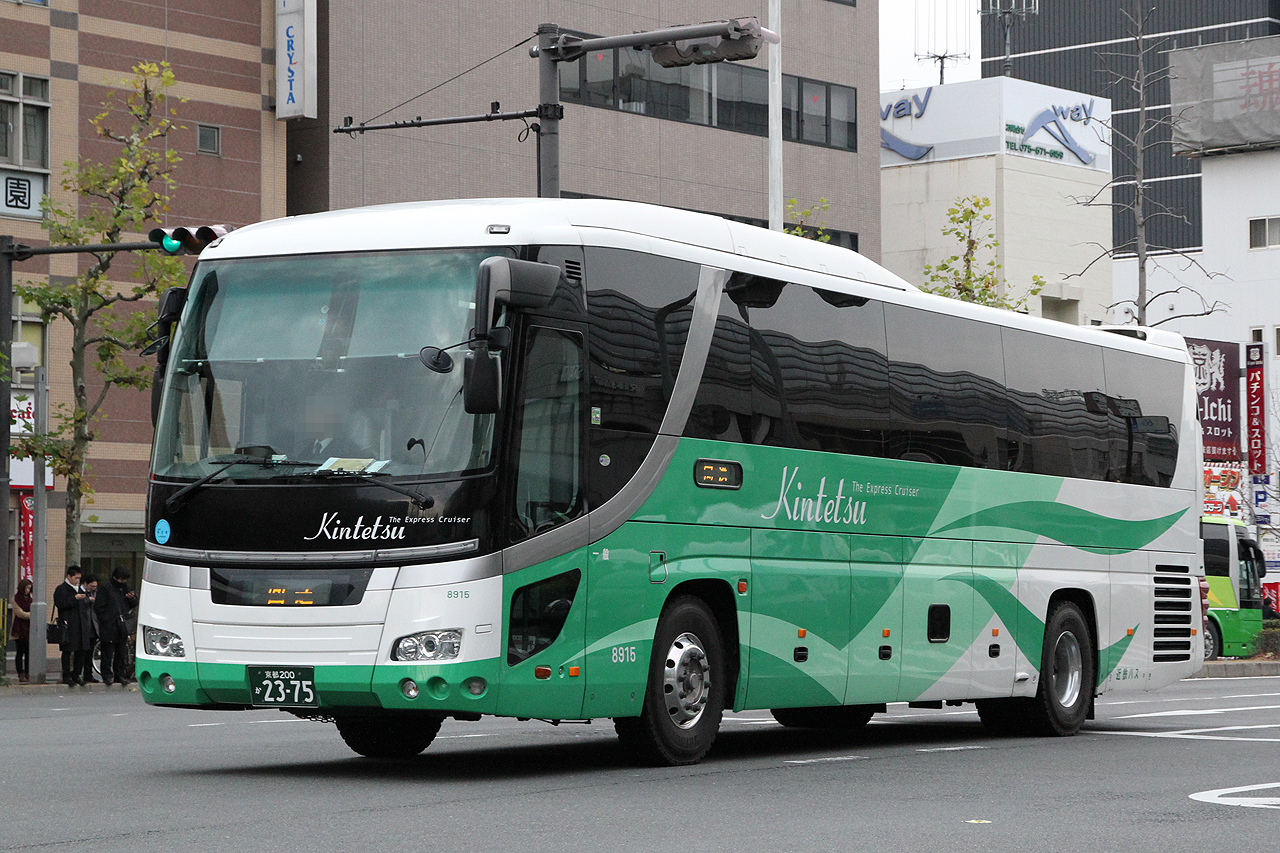
「カルスト号」（近鉄バス）

カルスト号（カルストごう）は、近鉄バスと防長交通が共同運行していた夜行高速バス。1日1往復運行。
当項目では臨時便として大阪 - 徳山間に運行された「のんた号」についても述べる。

## 概要
近畿地方（京都府京都市・大阪府大阪市・兵庫県神戸市）と、広島県広島市・大竹市および山口県東部・北部の各地（岩国市・周南市・防府市・山口市・美祢市・萩市）を結んでいた。それまで関西方面への直通交通機関のなかった萩地域とのアクセスを念頭に置きつつも、防長交通の主要エリアである周南・防府・山口のエリアとのアクセスも考慮したルート設定となっていた。
愛称はカルスト台地で知られる秋吉台から（萩と山口の間で近傍を通過する）。

## 運行会社
運行開始当初は両社便とも2名乗務（ツーマン運行）で途中のSA・PAで交替乗務だったが、その後運行休止まで両社担当便とも乗務員は全区間ワンマン運行とし、途中のSAで2時間程度乗務員の仮眠休憩をとり、熊毛ICで待機していた別の乗務員と交代していた。
- 近鉄バス
  - 車両は京都営業所所属[要出典]。
  - 乗務員は京都駅八条口 - 熊毛IC間は近鉄バス京都営業所が担当し、熊毛IC - 萩BC間は防長交通萩営業所が担当する[要出典]。

- 防長交通
  - 車両は萩営業所所属[要出典]。
  - 乗務員は京都駅八条口 - 熊毛IC間は周南営業所が担当し、熊毛IC - 萩BC間は萩営業所が担当する[要出典]。

## 沿革
- 1990年（平成2年）8月2日 - 大阪あべの橋 - 徳山・山口・萩間で「カルスト号」運行開始[2]。当初は中国道鹿野IC・秋芳洞（萩行のみ）経由であった。
- 1992年（平成4年） - 山陽道岩国IC - 熊毛IC間開通に伴い山陽道経由に変更、岩国駅前停車開始。
- 1995年（平成7年） - 阪神・淡路大震災に伴い山陽新幹線が不通になったことを受け、近畿と山口県内との直通交通機関の確保を目的として、大阪 - 徳山間に昼行・夜行の臨時高速バスを設定。なお、夜行便は同年夏より2年間「のんた号」として運行（いずれも防長交通による単独運行）。「のんた」は山口弁（周防方言）で「～ですよね」を表す助詞。
- 2006年（平成18年）12月20日 - 大竹IC入口・玖珂IC・熊毛ICに停留所を増設。
- 2007年（平成19年）8月10日 - 三宮バスターミナル経由に変更。前日発をもってユニバーサル・スタジオ・ジャパン (USJ) への乗り入れ終了。
- 2011年（平成23年）3月17日 - 京都駅八条口まで延伸、これに伴う大阪地区各停留所（あべの橋駅・なんば・大阪駅の3停留所）の停車順序を変更[3]。防長交通としては「SANYO EXPRESS・まいこ号」を廃止して以来、約3年ぶりの京都への乗り入れとなる。これに伴い、近鉄バスの担当営業所が八尾営業所から京都営業所に変更。
- 2018年（平成30年）4月27日 - 京都行のみUSJへの乗り入れ再開、大阪あべの橋（あべのハルカス）への停車終了[4]。
- 2019年（令和元年）6月21日 - 運賃改定[5]。
- 2020年（令和2年）
  - 4月10日 - 新型コロナウイルス感染拡大の影響により、この日の出発便より当分の間運休[6][7]。
  - 7月21日 - 運行再開[8]。
  - 7月27日 - 大阪府での新型コロナウイルスの感染拡大に伴い、再び当面の間運休[8]。
  - 12月24日 - 運行再開。
- 2022年（令和4年）
  - 1月28日 - 新型コロナウイルスのオミクロン株全国的感染拡大を受け、再び当面の間運休。
  - 3月11日 - 運行再開。
  - 4月28日 - 山口県側の起終点を長門市まで延長[9][10][11]し、長門市内3か所（長門市役所前・長門市駅前・道の駅センザキッチン）に停留所を設置。
  - 8月1日 - ダイヤ改正により運行経路、出発時刻、運賃を改正。
    - 新たに広島（広域公園前駅（修道大学前））に停車開始。
    - これまで停車していた近鉄なんば駅西口（OCATビル）での乗降扱いを廃止。大阪地区はUSJ（京都行きのみ）と大阪駅前・地下鉄東梅田駅[12]の2箇所のみとなる。
- 2024年（令和6年）
  - 4月1日 - ダイヤ改正により運行経路、出発時刻、運賃を改正[13]。
    - 山口市内の経路を変更し、新たに「山口宮野」「山口西京橋」停留所に停車開始。「山口米屋町」における乗降扱いを廃止。
    - 長門市までの延伸運行を取りやめ萩発着に戻る。これにより、センザキッチン・長門市駅・長門市役所への乗降扱いを終了。

  - 12月19日 - 2025年（令和7年）2月1日より運行を休止することを発表[14]。
- 2025年（令和7年）2月1日 - 同日出発便から無期限の運行休止[14]。運転士不足や利用者数の減少を理由としている[15]。

## 運行経路・停車停留所
太字は停車停留所（《 》内は京都行きのみ停車）。三宮 - 広域公園前駅間を挟まない利用は不可だった。
京都駅八条口 - 京都南IC - （名神高速道路） - 豊中IC - （阪神高速道路） - 大阪駅前（地下鉄東梅田）〈SMBC日興証券前〉 - 《ユニバーサル・スタジオ・ジャパン》 - （阪神高速道路・ハーバーハイウェイ） - 新港ランプ - 摩耶出入口 - （阪神高速3号神戸線） - 生田川出入口 - 三宮駅〈ミント神戸〉 - 布引 - （新神戸トンネル有料道路） - 箕谷出入口 - （阪神高速7号北神戸線・神戸淡路鳴門自動車道・山陽自動車道・広島岩国道路） - 広島（広域公園前駅） - 大竹IC入口 - （国道2号） - 岩国駅前 - （国道2号） - 岩国IC - （山陽自動車道） - 玖珂IC - 熊毛IC - 徳山東IC - （国道2号） - 徳山駅前 - （国道2号） - 徳山西IC - （山陽自動車道） - 防府東IC - 国道2号 - 防府駅前 - （国道262号） - 山口宮野 - 山口西京橋 - 山口湯田温泉 - （国道435号・国道490号） - 大田中央 - （山口県道32号萩秋芳線萩道路・国道262号） - 萩バスセンター
- 京都行は「三宮駅→USJ→大阪駅前→京都駅八条口」の順に停車していた。
- 広島県内の一部と山口県東部の各都市に細かく停車することから、山口市内 - 大阪駅前間の所要時間は約9時間となる（かつて同じく山口県内と大阪を結んでいた「ふくふく大阪号」（サンデン交通）は山陽道を直行するため、同区間を約8時間で走行していた）。
- 京都行は山陽道小谷SAで、萩行は阪神高速白川PAで、それぞれ15分間の乗客開放休憩があった（他にもう1箇所のSA・PAにも停車するが、車両点検・乗務員仮眠のための停車であり乗客は車外へは出られなかった）。

## 車両
- 日野・セレガ ハイデッカー（近鉄・防長共に）

## 車内設備
- 3列独立シート（28人乗り）
- トイレ
- フットレスト・レッグレスト
- 毛布・スリッパ　※ただし、毛布に関しては新型コロナウイルス感染拡散防止の観点から運行休止まで貸出を休止中、スリッパは使い捨てスリッパを設置（持ち帰り可）。
- 電源コンセント（近鉄担当便及び防長担当便の一部車両）

車両都合時や2号車以降の続行車については上記のタイプとは若干異なる。特に多客時期等においてはトイレが無い4列シートの車両が使用される場合がある。

## 乗車券
座席は予約指定制。1ヶ月前から近鉄ステーションサービスの各営業所、近鉄百貨店あべの店（旅行館）、近鉄なんば駅西口（OCATビル2階）、近鉄高速バスセンター、近鉄バス各営業所、防長交通各営業所で発売していたほか、コンビニエンスストアの情報端末やインターネット「発車オ～ライネット」（工房）でも取り扱っていた。